# Székesfehérvár
Székesfehérvár (em latim: Alba Regia), é uma cidade e um condado urbano (megyei jogú város em húngaro) da Hungria central, a cerca de 65 km a sudoeste de Budapeste. Székesfehérvár é a capital do condado de Fejér e da região da Transdanúbia Central.
Durante a Idade Média, a cidade era uma residência real e, portanto, uma das mais importantes da Hungria. Nela coroaram-se 37 reis e 39 rainhas consortes, sepultaram-se 15 soberanos, reunia-se a Dieta e guardavam-se as jóias da coroa.
O nome húngaro significa Castelo (vár) Branco (fehér) da Sede/Cadeira (szék).